# Kleinpreitenegg
Kleinpreitenegg je naselje v Občini Preitenegg v Okraju Volšperk na Koroškem v Avstriji.